# Житомирська наукова малакологічна школа
Житомирська наукова малакологічна школа — наукова школа при Житомирському державному університеті імені Івана Франка.

## Історія
Школа була започаткована в 1976 році нині вже доктором біологічних наук, професором, заслуженим працівником народної освіти України, Академіком Академії наук вищої школи України Агнесою Полікарпівною Стадниченко спочатку як студентська наукова проблемна група «Біологічні основи освоєння, реконструкції та охорони фауни Центрального (Житомирського) Полісся» при кафедрі зоології Житомирського державного педагогічного інституту ім. Івана Франка.
Проблемні наукові групи малакологічного і гідробіологічного спрямування понад 40 років поспіль функціонують на природничому факультеті тепер уже Житомирського державного університету імені Івана Франка. За цей час студенти-біологи провели інвентаризацію фауни прісноводних молюсків регіону, звернувши особливу увагу на види, занесені до Червоної книги України. Ними здійснено багато досліджень по вивченню впливу на тварин різних за своєю природою чинників антропогенного походження (пестициди, гербіциди, мінеральні добрива, синтетичні миючі засоби, іони важких металів, феноли та ін.).
Дослідження молюсків України зусиллями членів малакологічної школи здійснюється в різних напрямках. Члени Житомирської малакологічної школи тісно співпрацюють з інститутом зоології ім. І. І. Шмальгаузена та Інститутом гідробіології Національної академії наук України.
Важливими етапами розвитку наукової школи стало відкриття аспірантури і докторантури в Житомирському державному університеті імені Івана Франка. З вересня 1992 р. при кафедрі зоології вишу було відкрито аспірантуру за спеціальнісю «Зоологія» (03.00.08), яка успішно функціонує і нині. У 2007 р. відкрито докторантуру такої ж спеціальності. У 2013 р. на кафедрі ботаніки, біоресурсів і збереження біорізноманіття було відкрито аспірантуру за спеціальністю «Гідробіологія». Сьогодні на природничому факультеті готують фахівців, докторів філософії спеціальності 091 Біологія.
За свою діяльність Житомирська наукова малакологічна школа має значний науковий доробок: понад 1000 наукових робіт опубліковано у фахових українських та зарубіжних виданнях, у тому числі 14 монографій, понад 50 статей, індексованих у наукометричних базах Scopus, Web of Science.
Важливе значення має створена за підтримки адміністрації університету малакологічна колекція музею природи. Це своєрідний науковий фонд, де зберігається конхіологічний і фіксований матеріал, зібраний нашими малакологами в усіх природно-географічних зонах України, а також з Росії, Литви, Білорусі. Уже сьогодні опрацьована частка малакологічної колекції музею природи містить майже 7000 екз. прісноводних черевоногих молюсків (родини Physidae, Neritidae, Planorbidae, Viviparidae, Lymnaeidae, Bithyniidae) та 5000 екз. двостулкових молюсків (родини Unionidae, Pisidiidae) усіх річкових басейнів України (всього близько 600 пунктів збору). Розпочато роботу по створенню електронного каталогу.
Учасники школи були стипендіатами Кабінету Міністрів України, лауреатами премії Президента України для молодих вчених у галузі науки і техніки, лауреатами премій НАН України для молодих учених, виборювали гранти фонду «Відродження» та грант Президента України для обдарованої молоді, вигравали конкурси молодіжних інноваційних проектів у галузі природничих наук у державах-учасниках СНД.
Малакологічна школа є ініціатором та співорганізатором Міжнародних наукових малакологічних конференцій, які стали традиційними (2002, 2004, 2006, 2012, 2016) та були проведені на базі Житомирського державного університету імені Івана Франка за організаційної підтримки установ Національної Академії Наук України та освітніх і наукових закладів інших країн. Крім того члени наукової малакологічної школи, виступили співорганізаторами V з'їзду Гідроекологічного товариства України «Актуальні гідроекологічні проблеми континентальних і морських екосистем» (2010 р.).
З 2004 року на базі малакологічної школи діє науково-координаційний малакологічний центр.

## Основні наукові напрями
З початку створення школи і дотепер здійснюються наукові дослідження прісноводних та наземних молюсків фауни України, приділяється певна увага паразитологічним дослідженням.
Дослідження молюсків України здійснюється у напрямках:
- фауністичний
- паразитологічний
- екологічний

## Склад Житомирської наукової малакологічної школи
Доктори наук
- Стадниченко Агнеса Полікарпівна — засновник і керівник школи, доктор біологічних наук, професор кафедри зоології, біологічного моніторингу та охорони природи Житомирського державного університету імені Івана Франка, академік Академії наук вищої школи України, заслужений працівник народної освіти України
- Гарбар Олександр Васильович — доктор біологічних наук, професор, завідувач кафедри екології та географії Житомирського державного університету імені Івана Франка
- Житова Олена Петрівна — доктор біологічних наук, професор, завідувач кафедри екології лісу та безпеки життєдіяльності Поліського національного університету
- Киричук Галина Євгеніївна — доктор біологічних наук, професор кафедри ботаніки, біоресурсів та збереження біорізноманіття, ректор Житомирського державного університету імені Івана Франка
- Романюк (Мельниченко) Руслана Костянтинівна — доктор педагогічних наук, кандидат біологічних наук, професор кафедри зоології, біологічного моніторингу та охорони природи, декан природничого факультету Житомирського державного університету імені Івана Франка[4]
- Уваєва Олена Іванівна — доктор біологічних наук, професор кафедри екології державного університету «Житомирська політехніка»
- Шевчук (Янович) Лариса Миколаївна — доктор біологічних наук, професор кафедри зоології, біологічного моніторингу та охорони природи Житомирського державного університету імені Івана Франка

Інші
- Андрійчук Тамара Вячеславівна — кандидат біологічних наук, старший викладач кафедри екології та географії Житомирського державного університету імені Івана Франка
- Астахова Лариса Євгеніївна — кандидат біологічних наук, доцент кафедри ботаніки, біоресурсів та збереження біорізноманіття Житомирського державного університету імені Івана Франка
- Василенко Ольга Миколаївна — кандидат біологічних наук, доцент кафедри екології та географії Житомирського державного університету імені Івана Франка
- Васільєва Людмила Анатоліївна — кандидат біологічних наук, старший викладач кафедри зоології, біологічного моніторингу та охорони природи Житомирського державного університету імені Івана Франка
- Вискушенко Дмитро Андрійович — кандидат біологічних наук, доцент кафедри зоології, біологічного моніторингу та охорони природи Житомирського державного університету імені Івана Франка
- Гарбар Діана Анатоліївна — кандидат біологічних наук, доцент кафедри зоології, біологічного моніторингу та охорони природи Житомирського державного університету імені Івана Франка
- Демчук (Кадлубовська) Наталія Станіславівна — кандидат біологічних наук, старший викладач кафедри екології та географії Житомирського державного університету імені Івана Франка
- Єрмошина Тетяна Вікторівна — кандидат біологічних наук, доцент кафедри зоології, біологічного моніторингу та охорони природи Житомирського державного університету імені Івана Франка
- Максименко (Тарасова) Юлія Вікторівна — кандидат біологічних наук, доцент кафедри зоології, біологічного моніторингу та охорони природи Житомирського державного університету імені Івана Франка
- Музика Лідія Володимирівна — асистент кафедри ботаніки, біоресурсів та збереження біорізноманіття Житомирського державного університету імені Івана Франка
- Павлюченко Олеся Вікторівна — кандидат біологічних наук, доцент, завідувачка кафедри зоології, біологічного моніторингу та охорони природи Житомирського державного університету імені Івана Франка
- Першко Ірина Олександрівна — кандидат біологічних наук, доцент
- Пінкіна Тетяна Василівна — кандидат біологічних наук, доцент кафедри біоресурсів, аквакультури та природничих наук Поліського національного університету
- Чернишова Таїсія Миколаївна — кандидат біологічних наук, доцент Поліського національного університету